# Martin Weppler
Martin Weppler (República Federal Alemana, 21 de febrero de 1958) es un atleta  retirado especializado en la prueba de 4x400 m, en la que consiguió ser campeón europeo en 1978.

## Carrera deportiva
En el Campeonato Europeo de Atletismo de 1978 ganó la medalla de oro en los relevos de 4x400 metros, con un tiempo de 3:02.03 segundos que fue récord de los campeonatos, llegando a meta por delante de Polonia y Checoslovaquia (bronce).